# KT Эридана
KT Эридана (KT Eridani, KT Eri) — классическая новая звезда, обнаруженная К. Итагаки (Ямагата, Япония) 25 ноября 2009 года, когда она достигла яркости в 8,1 звёздной величины. 
В состоянии покоя: до и после вспышки, KT Эридана имеет яркость 14m.7 ± 0m.4.
Как и многие другие новые, KT Эридана была обнаружена после достижения своего пика светимости: изучение архива фотографий позволило определить, что своей максимальной яркости (5m,4) звезда достигла 14 ноября. К середине февраля 2010 года новая снизила свою светимость примерно до 11m.5 и затем осталась практически неизменной до лета 2010 года, немного варьируя свой блеск на величину 0m.5. KT Эридана уменьшила свою яркость до 14-й звездной величины к концу 2010 года и достигла 15-й звёздной величины в начале 2011 года.
Основная информация о звезде получена на основе данных с прибора SMEI (Solar Mass Ejection Imager, Прибор для исследования солнечных корональных выбросов), установленного на спутнике Coriolis. Данный прибор обладает тремя ПЗС-камерами с полем зрения 60х3 градуса. Среди задач данного прибора есть и высокоточная регистрация изменения яркости звезд с целью исследования сейсмических процессов внутри звезд и поиска экзопланет. Сам спутник Coriolis был запущен в 2003 году на солнечно-синхронную орбиту высотой 840 км над Землей. По состоянию на конец 2010 года три классических новых (KT Эридана, V598 Кормы, и V1280 Скорпиона) и одна повторная новая (RS Змееносца) наблюдались достаточно подробно, чтобы построить кривую блеска. Звезда также исследовалась и наблюдателями на Земле: в базе данных наблюдений AAVSO насчитывается более 24 000 записей, относящихся к KT Эридана.
Новая изучалась и в других диапазонах электромагнитного спектра, например, в рентгеновском с помощью спутника Swift. KT Эридана была второй новой (после RS Змееносца), которая является так называемым источником сверхмягкого рентгеновского излучения. Также у неё выявлены 35-секундные вариации интенсивности рентгеновского излучения, которое, как считается, связано с термоядерной реакцией на поверхности белого карлика. В случае KT Эридана эти вариации аналогичны вариациям повторной новой в Большом Магеллановом Облаке LMC 2009a. Также было отмечено сходство кривых блеска обеих звёзд и данных спектроскопии. В результате астрономы стали искать возможные предыдущие вспышки KT Эридана, информация о которых доступна в архиве фотопластинок обсерватории Гарвардского колледжа. Было найдено, что c периодом в 737 дней звезда незначительно снижает яркость: это может быть связано с процессами, которые могут возникнуть в результате эффектов отражения и/или затмений центральной звезды, также существует вторичный период уменьшения блеска в 376 дней. Физическая модель системы предполагает, что звезда-донор является расширившимся красным гигантом, а не звездой главной последовательности. Таким образом, система KT Эридана имеет больше общего с повторными новыми (вначале даже подозревалось, что она является переменной типа WZ Стрелы), нежели с быстрыми классическими новыми. Исследование, однако, не нашло каких-либо доказательств предыдущих вспышек, начиная с 1883 года, поэтому возможно, что KT Эридана может быть повторной новой с периодом вспышек в несколько веков.